# Proverbi sardi
Proverbi sardi è una raccolta di proverbi e modi di dire sardi di Giovanni Spano (1853)
Pubblicata nel 1851-52 in appendice al suo Vocabolario Sardo-Italiano e Italiano-Sardo, la raccolta apparve in volume autonomo nel 1871 col titolo Proverbj sardi trasportati in lingua italiana e confrontati con quelli degli antichi popoli, per essere poi riedita più volte nel Novecento.
Quest'opera dello Spano, dopo la raccolta tardorinascimentale di Proverbi italiani di O. Pescetti del 1603, è la prima di parecchie altre analoghe apparse nell'Ottocento in Italia come in altre parti d'Europa, come i noti Proverbi toscani di Giuseppe Giusti del 1853, la Raccolta di proverbi veneti del 1857-58 di C. Pasqualigo, dei Proverbi siciliani di Giuseppe Pitrè del 1880 e così via.
Gli intenti dello Spano sono, oltre che linguistico-filologici, soprattutto pedagogico-morali, dato che, come lo Spano scrive nella Prefazione all'edizione del 1871, "questi proverbi abbracciano tutta la filosofia divina ed umana [...] Ogni proverbio  [...] è il maestro del presente e del futuro"

## Edizioni
- Giovanni Spano, Proverbj sardi trasportati in lingua italiana e confrontati con quelli degli antichi popoli, Cagliari, Tipografia del Commercio, 1871
- Giovanni Spano, Proverbi sardi, a cura e con introduzione di Giulio Angioni, Nuoro, Ilisso, Bibliotheca sarda, 1997, ISBN 88-85098-63-0
- Giovanni Spano, Proverbi sardi, Roma, Newton Compton, 1997, ISBN 88-8183-360-3